# Nans de la Pedrera
Els Nans de la Pedrera, coneguts popularment amb els noms de Nan Vermell i Nan Verd, són fills dels Gegants Reis i representen dues xemeneies de la Casa Milà fetes amb la tècnica del trencadís. Tenen la mobilitat més aviat limitada, perquè el cos és tota una carcassa, però els braços que mostren són els del portador, cosa que els permet de ballar i saludar. La funció que fan a les sortides de la comparsa és interactuar amb el públic més menut perquè es diverteixi.
La història d'aquests nans comença el 1998, quan l'Obra Social de la Caixa de Catalunya, després d'haver restaurat la Pedrera, decideix de construir un conjunt de figures que representin l'edifici en esdeveniments culturals i festius.
La construcció d'aquests nans, com també de la resta de comparsa gaudiniana, s'encarregà al mestre geganter Toni Mujal, que els enllestí el 1998 mateix. Es pogueren estrenar tot seguit, amb motiu de la festa de la restauració a fons de la Pedrera. A partir d'aquell moment les peces començaren a sortir en cercaviles i trobades del barri, a més de les festes de la Mercè i les de Santa Eulàlia.
L'any 2011, després d'estar tancades més de sis anys, tornen a veure la llum restaurades per Toni Mujal mateix, que les repinta i les fa més fàcils de portar. Aleshores, la Fundació Catalunya Caixa les cedeix a la Coordinadora de Geganters de Barcelona, encarregada encara avui de treure-les i fer-les ballar en festes populars, de custodiar-les i de fer-ne el manteniment. Quan no surten, es poden visitar a la seu del Districte Municipal de l'Eixample, on són exposades permanentment.